# مراد كايا
مراد كايا (بالتركية: Murat Kaya)‏ مواليد 13 يونيو 1984، هو لاعب كرة سلة تركي بدأ مسيرته الاحترافية في سنة 2000 يلعب مع فريق تورك تيليكوم في الدوري التركي لكرة السلة ويحمل الرقم 7. يبلغ طوله 6 قدم 4 بوصة (1.9 م).

## فرق لعب لها
- غلطة سراي لكرة السلة
- تورك تيليكوم

## روابط خارجية
- مراد كايا على موقع الاتحاد الدولي لكرة السلة (الإنجليزية)
- مراد كايا على موقع الدوري الأوروبي لكرة السلة (الإنجليزية)
- مراد كايا على موقع كرة السلة الأوروبية.كوم (الإنجليزية)
- مراد كايا على موقع ريلجم (الإنجليزية)
- مراد كايا على موقع بروبوليرز (الإنجليزية)
- مراد كايا على موقع سبورتس رفرنس (الإنجليزية)